# 산성동 (대전)
산성동(山城洞)은 대전광역시 중구에 속한 행정동 및 법정동이다. 충청남도 금산군과 경계로 농촌과 도시의 복합형이며, 산서지역은 예부터 대대손손 농업을 주로 삼고 강한 애착심을 갖고, 부모님을 정성으로 모시는 세대가 많아 효의 원천이 되고 있는 지역이기도 하다. 행정관할 구역은 중구 전체 면적의 67%로 주민편익시설로 농산물유통센터, 대전 오-월드, 효의 상징인 뿌리공원과 효문화마을이 위치하고 있어 전국에서 많은 관람객이 찾아오고 있다.

## 지명
산성동은 당대(당디)가 중심마을이었다. 그 뒤 일제 강점 아래 대전의 시세가 확장됨에 따라 대전부에 편입되면서 산수의 경치가 뛰어난 곳이라 하여 ‘산수정’이라 부르다가, 1946년 광복 후 일제식 동명을 없애라는 행정지시에 따라 산성동이란 이름으로 바뀌어 부르게 된 것이다.

## 법정동
- 산성동(山城洞)
- 사정동(沙亭洞)
- 안영동(安永洞)
- 구완동(舊完洞)
- 무수동(無愁洞)
- 침산동(砧山洞)
- 목달동(木達洞)
- 정생동(政生洞)
- 어남동(於南洞)
- 금동(錦洞)

## 교육
- 산서초등학교 (목달동)
- 산성초등학교 (사정동)
- 문성초등학교 (산성동)
- 한빛고등학교

## 아파트
- 우남스타원 (사정동) - 2006년 4월 입주 / 우남건설
- 우성 (산성동)

## 문화
- 구완동 청자 가마터